# Buġibba Perched Beach

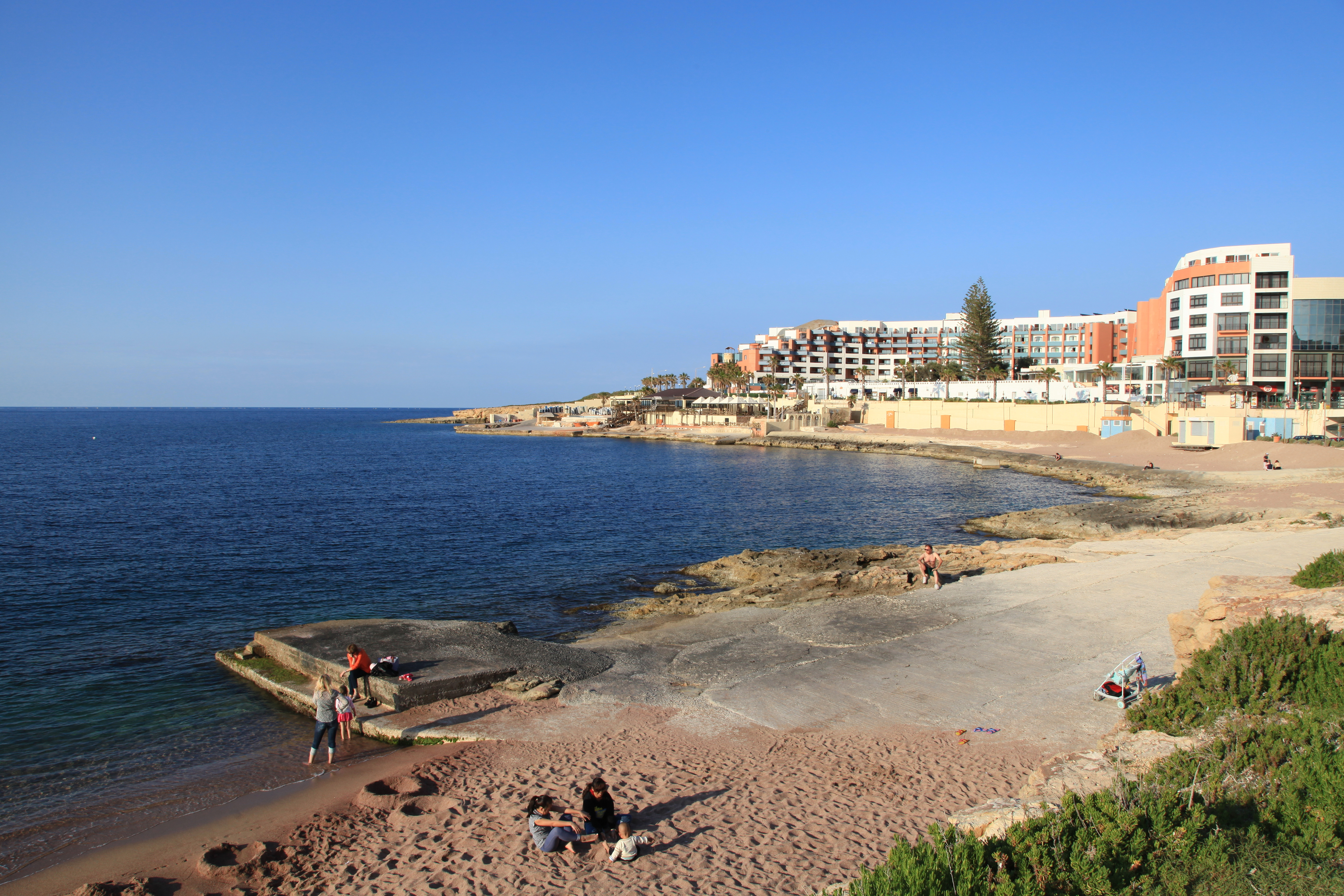
Plaża Buġibba Perched Beach

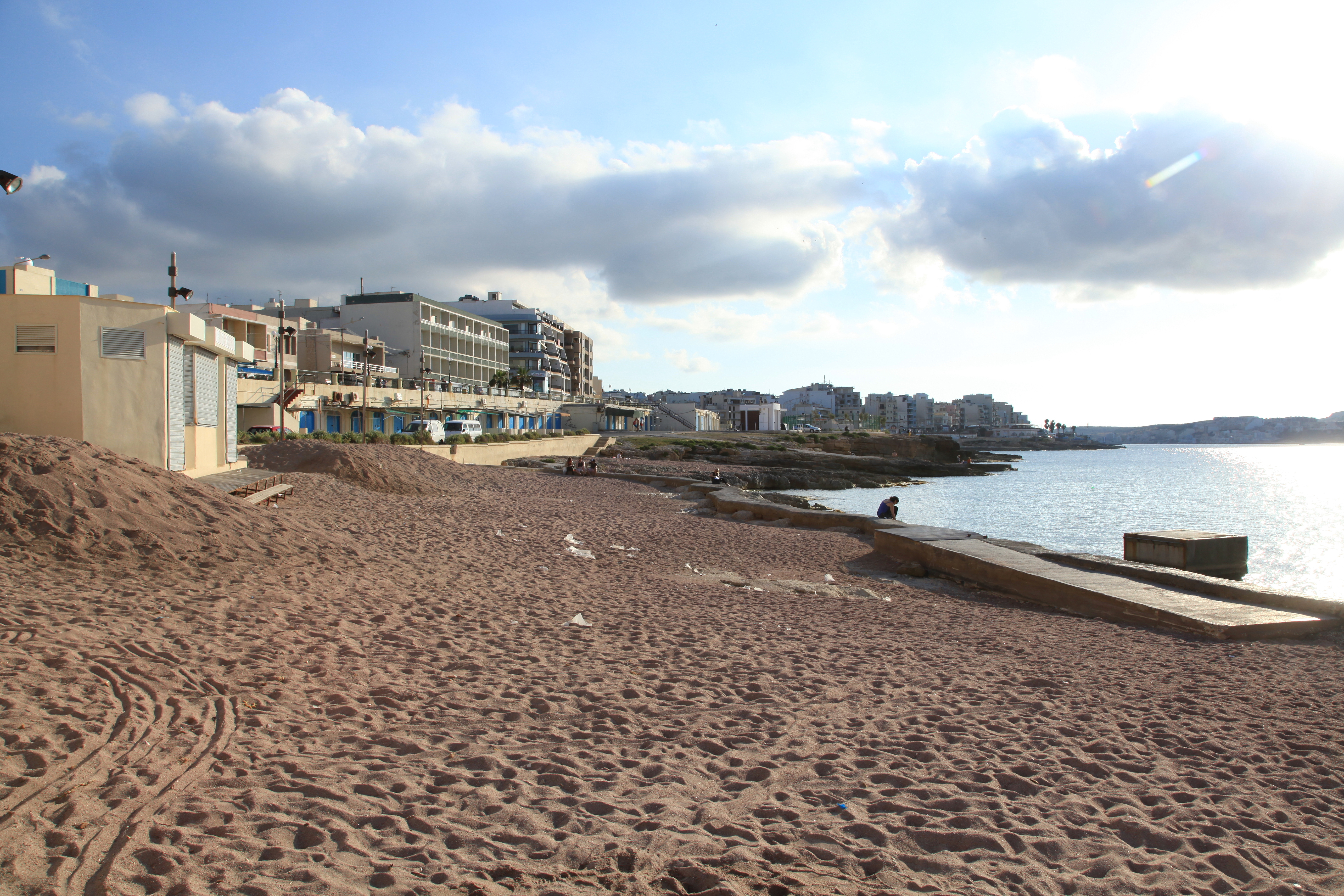
Plaża w Bugibbie od wewnątrz

Buġibba Perched Beach - plaża w Buġibbie w gminie Saint Paul’s Bay, na Malcie. Pierwotnie skalista, w 2006 r. z inicjatywy maltańskiego Ministerstwa Turystyki została wypełniona piaskiem. Znajduje się przy Promenadzie nad Zatoką św. Pawła, w pobliżu granicy z miejscowością Qawra, z widokiem na Wyspy św. Pawła, w okolicy znajduje się wiele popularnych obiektów turystycznych.
Morze jest dość głębokie, do tego krystalicznie czyste,  z dobrymi możliwościami do nurkowania ze względu na skaliste otoczenie. Na miejscu dostępnych jest wiele atrakcji, takich jak paralotniarstwo, wakeboarding, nurkowanie z rurką (snorkeling).

## Nagrody i wyróżnienia
W czerwcu 2010 r. plaża w miejscowości Buġibba, jako druga na Malcie - po plaży przy zatoce St. George's Bay - otrzymała status Błękitnej Flagi. Buġibba Perched Beach spełnia standardy dotyczącej jakości wody, kontroli osób kąpiących się w morzu oraz posiada odpowiednie udogodnienia, w tym możliwość wejścia na plażę przez osoby niepełnosprawne (w tym celu zbudowano rampę o długości 80 metrów).

## Atrakcje w pobliżu
W pobliżu Buġibba Perched Beach znajdują się liczne atrakcje turystyczne, w tym obiekty historyczne, miejsca rozrywki i wypoczynku, m.in.:
- Świątynia Buġibba – ruiny maltańskiej świątyni megalitycznej położonej na pograniczu miejscowości Buġibba i Qawra[8];
- Bateria Buġibba – zabytkowe fragmenty baterii artyleryjskiej zbudowanej w XVIII wieku przez Zakon św. Jana jako jedna z baterii w ciągu fortyfikacji nabrzeżnych dokoła wybrzeża wysp maltańskich[9];
- Promenada nad Zatoką Świętego Pawła – promenada o długości trzech kilometrów zbudowana wzdłuż skalistej linii brzegowej, biegnąca przez Qawrę, Buġibbę i Saint Paul’s Bay[10];
- Narodowe Akwarium Malty – akwarium publiczne o powierzchni łącznej 20 000 m². Składa się z akwarium (łącznie 41 zbiorników), parkingu wielopoziomowego, obiektów dla lokalnych szkół nurkowania oraz obiektów gastronomicznych[11];

## Dojazd
Plaża jest dobrze skomunikowana z innymi częściami Malty, dzięki znajdującemu się w miejscowości Buġibba dworcowi autobusowemu.
Główne trasy autobusowe:
- Z lotniska – linia X3 (czas jazdy: ok. 1 godziny)
- Z Valletty – linie autobusowe nr 31, 45 i 48 (dojazd w ok. 45 minut)
- Ze Sliemy i St. Julians – linie autobusowe nr 203, 212, 222 i 225 (czas jazdy 45-60 minut)
- Z Mdiny – autobus nr 186 (dojazd w ciągu 30 minut).

Istnieje również możliwość szybkiego dotarcia do innych plaż na Malcie:
- Do Golden Bay i Għajn Tuffieħa (popularne plaże) – linie autobusowe nr 223 i 225 (dojazd w ok. 30 minut)
- Do Mellieha Bay (popularna plaża) – autobusy nr 42, 221 i 222 (dojazd w ok. 30 minut)